# Plan-de-Baix
 (octobre 2020).
Plan-de-Baix est une commune française du département de la Drôme.

## Géographie

### Situation et description
La commune de Plan-de-Baix est à 20 km au nord-est de Crest et à 40 km de Valence.

### Relief et géologie

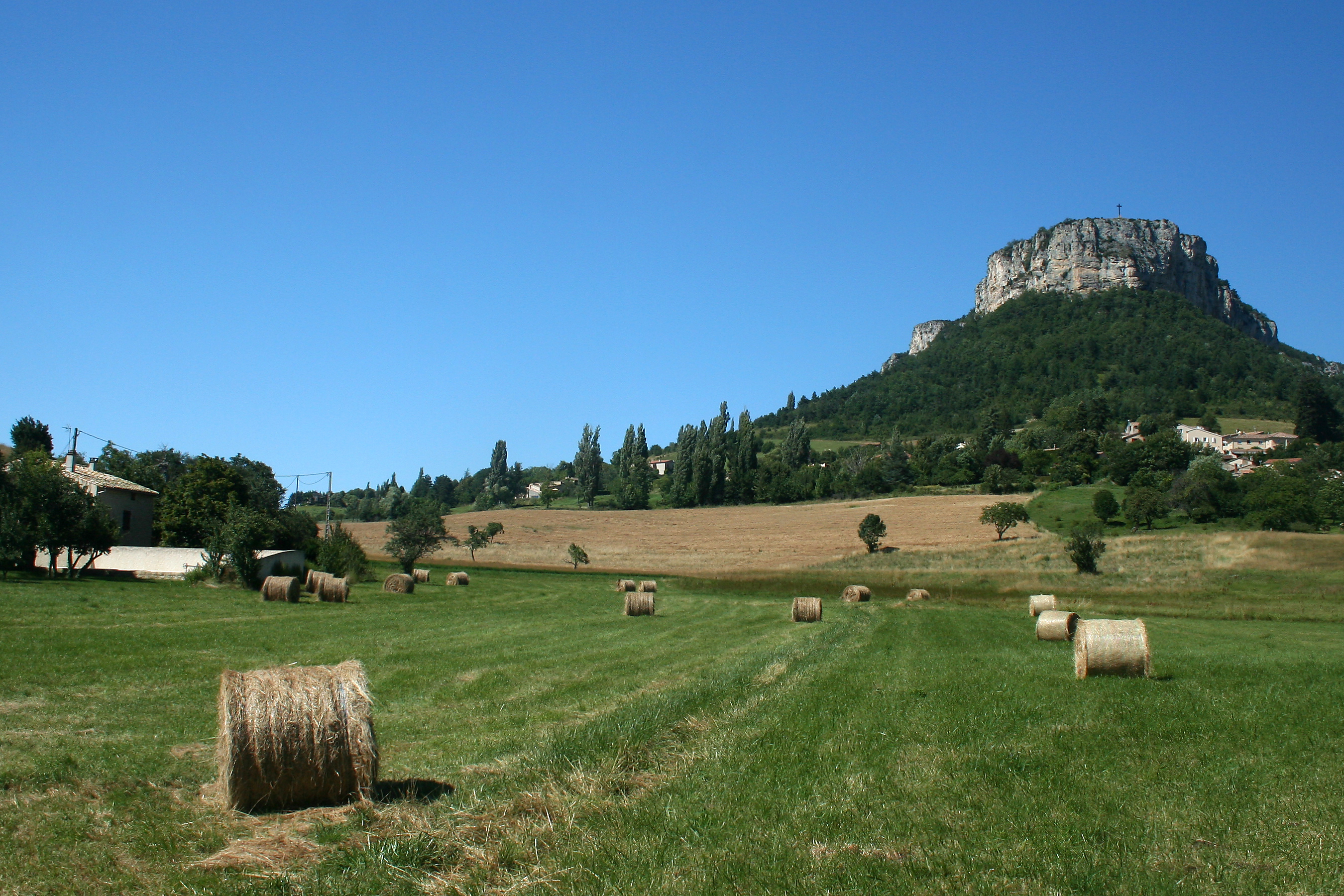
Le rocher du Vellan.

Sites particuliers :
- le col de Bacchus ;
- la montagne du Vellan (1 089 m) ;
- le pas de Bacchus ;
- le pas des Prés ;
- le pas du Goret ;
- Perimet (1 020 m) ;
- le plateau du Vellan ;
- les rochers de Château Girard ;
- les rochers de Dusi
- les rochers de la Pipe ;
- les rochers des Combes ;
- les rochers du Vellan (972 m).

### Hydrographie
La commune est arrosée par les cours d'eau suivants :
- la Gervanne ;
- la Sépie ;
- le ravin de Brudoux ;
- le ravin de Chifflet ;
- le ravin de Guentas ;
- le ravin des Combes ;
- le ravin du Grand Crot ;
- le ruisseau de Combe Large ;
- le ruisseau des Combes.

La chute de la Druise est une cascade de la Gervanne à la sortie des gorges d'Omblèze, haute de 72 mètres.
La limite Est de la commune est marquée par le ruisseau de Corbières, sous les ravines du Vellan, qui se déverse dans la Gervanne par la cascade de la Pissoire. Elle passe ensuite par la haute chute de la Druise pour finir en aval sous les ravines des Versannes peu après la Bâtie de Guigues de Baix dit château de Montrond.

La limite Ouest suit le ruisseau des Combes le long du plateau, du col de Bacchus jusqu'à Brudoux, puis le Rieussec jusqu'à Beaufort-sur-Gervanne[réf. nécessaire].
La cascade de la Pissoire, haute de 23 mètres, déverse les eaux du ruisseau de Corbières dans celle de la rivière de la Gervanne. Pissoire vient du mot Pis : haute cascade tombant en pluie fine, en queue de comète.

### Climat
Pour des articles plus généraux, voir Climat d'Auvergne-Rhône-Alpes et Climat de la Drôme.
En 2010, le climat de la commune est de type climat méditerranéen altéré, selon une étude du Centre national de la recherche scientifique s'appuyant sur une série de données couvrant la période 1971-2000. En 2020, Météo-France publie une typologie des climats de la France métropolitaine dans laquelle la commune est exposée à un climat de montagne ou de marges de montagne et est dans une zone de transition entre les régions climatiques « Alpes du nord » et « Alpes du sud ». 
Pour la période 1971-2000, la température annuelle moyenne est de 10,5 °C, avec une amplitude thermique annuelle de 17,1 °C. Le cumul annuel moyen de précipitations est de 997 mm, avec 8,6 jours de précipitations en janvier et 5,7 jours en juillet. Pour la période 1991-2020, la température moyenne annuelle observée sur la station météorologique de Météo-France la plus proche, « Beaufort-S-Gervanne », sur la commune de Beaufort-sur-Gervanne à 4 km à vol d'oiseau, est de 12,8 °C et le cumul annuel moyen de précipitations est de 936,4 mm,. Pour l'avenir, les paramètres climatiques de la commune estimés pour 2050 selon différents scénarios d'émission de gaz à effet de serre sont consultables sur un site dédié publié par Météo-France en novembre 2022.

### Voies de communication et transports
La commune est traversée par la route départementale 70 qui conduit à l'abbaye de Léoncel jusqu'à Saint-Jean-en-Royans.

## Urbanisme

### Typologie
Au 1er janvier 2024, Plan-de-Baix est catégorisée commune rurale à habitat dispersé, selon la nouvelle grille communale de densité à 7 niveaux définie par l'Insee en 2022.
Elle est située hors unité urbaine et hors attraction des villes,.

### Occupation des sols
L'occupation des sols de la commune, telle qu'elle ressort de la base de données européenne d’occupation biophysique des sols Corine Land Cover (CLC), est marquée par l'importance des forêts et milieux semi-naturels (76,3 % en 2018), une proportion sensiblement équivalente à celle de 1990 (76,5 %). La répartition détaillée en 2018 est la suivante : 
forêts (72,5 %), prairies (21,3 %), milieux à végétation arbustive et/ou herbacée (3,8 %), zones agricoles hétérogènes (2,4 %). L'évolution de l’occupation des sols de la commune et de ses infrastructures peut être observée sur les différentes représentations cartographiques du territoire : la carte de Cassini (XVIIIe siècle), la carte d'état-major (1820-1866) et les cartes ou photos aériennes de l'IGN pour la période actuelle (1950 à aujourd'hui).

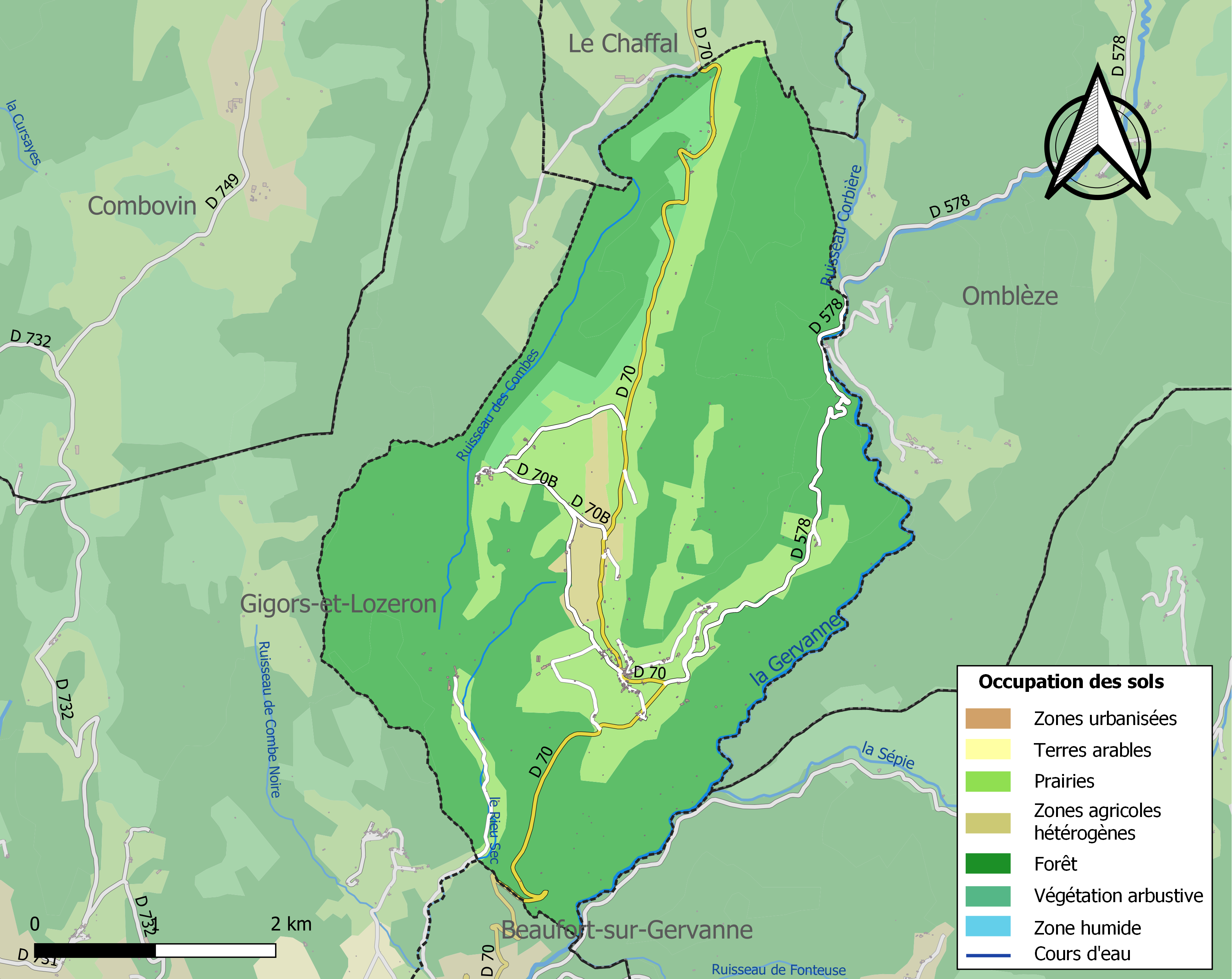
Carte des infrastructures et de l'occupation des sols de la commune en 2018 (CLC).

### Morphologie urbaine

#### Quartiers, hameaux et lieux-dits
Site Géoportail (carte IGN) :
- Baix (Le) ;
- Bergerie des Trois Fontaines ;
- Bermont ;
- Bouroul ;
- Brudoux ;
- Chabas ;
- le château de Montrond ;
- Chevalou ;
- Chifflet ;
- Combelarge ;
- Combe Large ;
- la croix du Vellan ;
- Fonchet ;
- Franier ;
- Joseph ;
- la Bâtie ;
- la Blache ;
- la Chau des Hombres ;
- la Combe ;
- la Coureyre ;
- la Faurie ;
- l'Anchâtra ;
- Langila ;
- Laubournel ;
- le Biallet ;
- le Coutely ;
- le Goret ;
- le Moulin ;
- le Riou ;
- les Burles ;
- les Combes ;
- les Deux Eaux ;
- les Girauds ;
- les Grands Buis ;
- les Lombards ;
- les Massots ;
- les Perriers ;
- les Prés ;
- les Rivières ;
- les Rochas ;
- les Versannes ;
- les Vingt-Cinq ;
- le Vialaret ;
- Perrin ;
- Poncet ;
- Rachat ;
- Rimon ;
- Sauvand ;
- Sauzy.

Anciens quartiers, hameaux et lieux-dits :
- Baix est un lieu-dit attesté dès 1178 (voir ce nom)[16]. Ce lieu-dit est celui de l'ancien hameau castral du Vellan (cadastre) ;
- la Bâtie est un hameau attesté dès 1332 (voir ce nom)[17] ;
- les Chabats est un hameau attesté en 1653 : Chabaz (registres paroissiaux)[18] ;
- les Perrins est un hameau attesté en 1590 : Les Perins (inventaire de la chambre des comptes)[18].

## Toponymie

### Attestations
- 1178 : mention du lieu-dit Baix : Bais (cartulaire de Léoncel, 28)[16].
- 1260 : mention du lieu-dit Baix : castrum de Bays (cartulaire de Léoncel, 194)[16].
- 1260 : mention du mandement de Baix : mandamentum castri de Bays (cartulaire de Léoncel, 254)[16].
- 1282 : mention du lieu-dit Baix : Bannum (archives de l'Isère, B 2659)[16].
- 1286 : mention du lieu-dit Baix : de Banio (archives de la Drôme, E 1557)[16].
- 1296 : mention de l'église du prieuré : ecclesia de Bays (visites de Cluny)[18].
- 1300 : mention du mandement de Baix : mandamentum Baini (cartulaire de Léoncel, 291)[16].
- 1328 : mention du lieu-dit Baix : Bays (choix de documents, 19)[16].
- 1332 : mention du château : bastida de Bavio (Gall. christ., XVI, 130)[18].
- 1332 : mention du hameau de La Bâtie : Bastida de Bavio in Diesio (Gall. christ., XVI, 130)[17].
- 1332 : mention du mandement de La Bâtie : mandamentum de Bastida (Gall. christ., XVI, 130)[17].
- XIVe siècle : mention du hameau de La Bâtie : Bastida de Banio (pouillé de Die)[17].
- XIVe siècle : mention du lieu-dit Baix : Banium Larleti (pouillé de Die)[16].
- XIVe siècle : mention du prieuré : prioratus de Banio Larlet (pouillé de Die)[18].
- 1391 : mention du château : la Bastide de Baix en Dieys (choix de documents, 213)[18].
- 1391 : mention du hameau de La Bâtie : la Bastide de Bays en Dieys (choix de documents, 213)[17].
- 1395 : mention du lieu-dit Baix : Bays en la montagne (choix de documents, 43)[16].
- 1421 : mention du lieu-dit Baix : Bays le relost (Duchesne, Comtes de Valentinois, 6)[16].
- 1440 : mention du lieu-dit Baix : Banium in montibus (archives de la Drôme, E 219)[16].
- 1441 : mention du lieu-dit Baix : Baix aux montaignes (archives de la Drôme, E 219)[16].
- 1441 : mention du prieuré : le Prioré de Nostre Dame de Baix aux Montaignes (archives de la Drôme, E 2139)[18].
- 1446 : mention du château : la Bastide de Bays (archives de la Drôme, E 2120)[18].
- 1446 : mention du hameau de La Bâtie : la Bastide de Baix et la Bastide de Bays (archives de la Drôme, E 2120)[17].
- 1449 : mention du prieuré : prioratus Bastide de Banio (pouillé hist.)[18].
- 1483 : mention de l'église du prieuré : ecclesia Bastide (terrier de Beaumont-lès-Valence)[18].
- 1516 : planum Banii (rôle de décimes)[18].
- 1516 : mention du prieuré : prioratus Plani Banii(rôle de décimes)[18].
- 1529 : lou Plain de Baiz (archives hosp. de Crest, B 11)[18].
- 1548 : mention du château : le fort des Perrins (inventaire de la chambre des comptes)[18].
- 1616 : le Plan de Bais (archives de la Drôme, E 2136)[18].
- 1616 : mention du château : la Bastie de Plan de Bais (archives de la Drôme, E 2136)[18].
- 1616 : mention du hameau de La Bâtie : la Bâtie de Baix aux Montagnes et la Bâtie de Plan-de-Baix (archives de la Drôme, E 2136)[17].
- 1625 : mention du prieuré : prioratus Beate Marie de Banio in Montibus (pouillé gén.)[18].
- 1660 : le Plan de Baix aux Montaignes (archives du château de Plan-de-Baix)[18].
- 1668 : mention du hameau de La Bâtie : la Bastye, paroisse de Baix (registres paroissiaux)[17].
- 1670 : mention du château : le chasteau de la Bastie (archives du château de Plan-de-Baix)[18].
- (non daté) : mention du château : château de Montrond (carte d'état-major)[18].
- 1674 : Plan de Bays (archives du château de Plan-de-Baix)[18].
- 1674 : mention du hameau de La Bâtie : la Bastie près Bays (registres paroissiaux)[17].
- 1891 : Plan-de-Baix, commune du canton de Crest-Nord[18].
- 1891 : La Bâtie, hameau de la commune de Plan-de-Baix[17].
- 1891 : Baix, lieu-dit, ruines de l'ancien château (commune de Plan-de-Baix)[16].

## Histoire

### Protohistoire
Ce massif était le domaine des Celtes de la tribu gauloise des Vertamocores qui a donné le nom de Vercors.
Vestiges d'un oppidum gaulois sur le plateau du Vellan.

### Du Moyen Âge à la Révolution
Au Moyen Âge, sur le Vellan, un château-fort et un prieuré sont installés. Ils dominent la vallée. Des vestiges du rempart et du fossé sont encore apparents[réf. nécessaire].
La seigneurie : au point de vue féodal, le Plan-de-Baix sera composée de deux terres ou seigneuries, Baix et la Bâtie-de-Baix (ou la Bâtie-de-Poncet) :
- la seigneurie de Baix comprend les terres du Vellan et celles du plateau, du hameau de la Blâche jusqu'au village[réf. nécessaire] ;
- la seigneurie de La Bâtie, dominante, le nouveau château, et les terres alentours, toujours identifiés sur le cadastre[réf. nécessaire].

Les deux fiefs vont coexister :
- Baix[16] :
  - Château dont le mandement comprenait la partie nord de la commune de Plan-de-Baix, jusqu'à l'église, et formait une terre ou seigneurie.
  - XIIe siècle : possession des Brion qui deviendront les Baix.
  - 1212 : elle appartient aux Baix.
  - 1278 : la terre passe, par héritage, aux Suze.
  - 1289 : échangée avec les comtes de Valentinois contre la terre de Roche-sur-Grane (autre version : Lambert de Brion est condamné à s'en séparer en échange des terres de la Roche sur Grane[réf. nécessaire]).
  - 1419 : les comtes de Valentinois lèguent leurs terres au dauphin de France.
  - 1446 : la terre est cédée aux Caqueran.
  - 1537 : vendue (sous faculté de rachat) aux Bertrand.
  - 1548 : vendue (sous faculté de rachat) à Catherine de Cornilhan.
  - Passe aux Forest (autre version : 1579 : passe (par héritage) aux Forest[réf. nécessaire]).
  - Passe (par héritage) aux Du Puy de Villefranche (autre version : vers 1600[réf. nécessaire]).
  - Vendue aux Arbalestier (autre version : 1649 : acquise par Charles d'Arbalestier[réf. nécessaire]).
  - Passe (par héritage) aux Mont-rond, derniers seigneurs (autre version : 1650 : passe (par mariage) aux Mont-rond, derniers seigneurs[réf. nécessaire]).
- La Bâtie-de-Baix[17] :
  - Antérieurement au XVIIe siècle, ce hameau était le chef-lieu d'un mandement comprenant la partie orientale de la commune de Plan-de-Baix, lequel mandement formait une terre ou seigneurie du fief des évêques de Die.
  - XIIe siècle : possession des Raynaud.
  - 1341 : la terre passe aux Cornilhan (autre version : 1342 : acquise par Ponce de Cornilhan[réf. nécessaire]).
  - Vers 1550 : passe (par mariage) aux Eurre.
  - Vers 1600 : passe aux Alrics (autre version : 1579 : passe (par héritage) à Charles de Cornillan des Alrics[réf. nécessaire]).
  - 1628 : acquise par les Arbalestier (autre version : 1628 : acquise par Charles d'Arbalestier[réf. nécessaire]).
  - Passe aux Mont-rond, derniers seigneurs (autre version : 1650 : passe (par mariage) aux Mont-rond, derniers seigneurs[réf. nécessaire]).

#### Histoire détaillée
XIIe siècle : lors de la fondation de l'abbaye de Léoncel en 1137, des changements s'opèrent : le château du Vellan est vieillissant ; les terres hautes, du Chaffal jusqu'au col de Tourniol, sont cédées à l'abbaye. Sous l'autorité de Guigues de Baix, la seigneurie va se développer sur le plateau.
XIIIe siècle : le château de Baix, tombé en déshérence, est déclaré ruiné. La chapelle Sainte-Agathe est délaissée. Les terres du Vellan sont mises en garenne. Une nouvelle fortification, La Bâtie (le château actuel) et une église romane, Notre-Dame, sont édifiées sur le plateau. Le village s'établit au pied du Vellan et prend le nom de Baix-aux-Montagnes.
1446 : la seigneurie de Baix change de nom pour celui de Plan de Baix (Plateau des Sources). Ce nom apparait pour la première fois dans le cartulaire de l'abbaye de Léoncel.
XVIe siècle : Plan de Baix et la Bâtie adoptent la réforme protestante sous l'égide de Catherine de Cornillan et de ses descendants. La cohabitation avec les catholiques est pacifique[réf. nécessaire].
1649 : Charles d'Arbalestier (seigneur de Beaufort, Plan de Baix, La Bâtie, Gigors, Montclar, Mirabel, et aussi colonel et commissaire pour l'application de l'édit de Nantes) intègre la seigneurie de La Bâtie dans celle de Plan de Baix. L'année suivante, il donne ce fief en dot à sa fille Esther pour son mariage avec Denis de Mont-rond[réf. nécessaire].
1745 : la famille de Mont-rond subit des persécutions au motif que Paul Alexandre de Mont-rond, seigneur de Plan-de-Baix, avait laissé se tenir un culte de l'église réformée au lieu-dit la grotte des protestants. La famille est condamnée et emprisonnée. Pendant leur incarcération la Bâtie est saccagée par les soldats de Louis XV[réf. nécessaire].
Avant 1790, le Plan-de-Baix était une communauté de l'élection de Montélimar et de la subdélégation et sénéchaussée de Crest. Elle formait une paroisse du diocèse de Die, dont l'église, dédiée à la sainte Vierge, était celle d'un prieuré de l'ordre de Saint-Benoît (filiation de Cluny) dépendant de celui de Saint-Marcel-de-Sauzet, et dont les dîmes appartenaient au prieur qui présentait à la cure.

### De la Révolution à nos jours
En 1790, le Plan-de-Baix devient le chef-lieu d'un canton du district de Crest, comprenant les municipalités le Cheylard, Eygluy, Gigors, Omblèze et le Plan-de-Baix. La réorganisation de l'an VIII (1799-1800) en fait une simple commune du canton de Crest-Nord.
Pendant la période de la Terreur, l'ancien seigneur Paul Alexandre de Mont-rond est à nouveau arrêté, puis élargi après la chute de Robespierre[réf. nécessaire].
XIXe siècle : l'appellation du village, Baix-aux-Montagnes, est remplacée par le nom de l'ancienne seigneurie, Plan-de-Baix. 
La Bâtie prend l'appellation de Château de Montrond en mémoire du nom des derniers seigneurs du village après que ceux-ci l'aient cédé à Louis Bouttard en 1862[réf. nécessaire].
1939-1945 : pendant la Seconde Guerre mondiale, la compagnie Morin a structuré puis fédéré le mouvement de résistance des gens du pays. Plan-de-Baix sera bombardée par l'aviation nazie en juin 1944[réf. nécessaire].

## Politique et administration

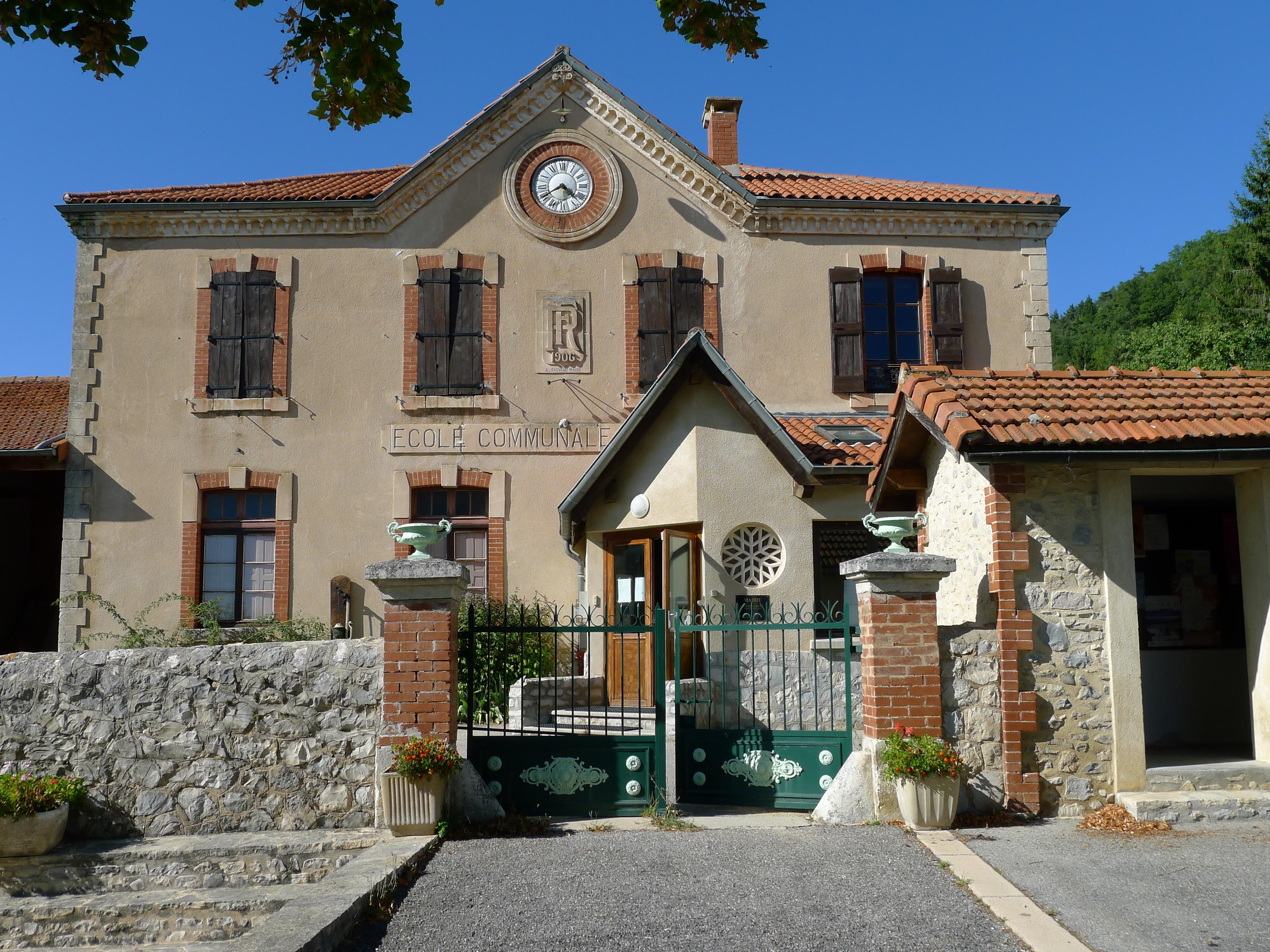
Mairie.

### Liste des maires
| Période | Période  | Identité                          | Étiquette | Qualité                                          |
| ------- | -------- | --------------------------------- | --------- | ------------------------------------------------ |
| 1790    | 1792     | Jean Lantheaume                   |           | Agent municipal                                  |
| 1792    | 1797     | Jean-Mathieu Drogue               |           | Agent municipal                                  |
| 1797    | 1800     | Jean-Joseph Lombard               |           | Agent municipal                                  |
| 1800    | 1803     | Jean-Louis Lantheaume             |           |                                                  |
| 1803    | 1816     | Paul Daniel Alexandre de Montrond |           |                                                  |
| 1816    | 1820     | Jean-Pierre Mathieu               |           |                                                  |
| 1820    | 1831     | Claude Reynier                    |           |                                                  |
| 1832    | 1845     | Pierre Vieux                      |           |                                                  |
| 1845    | 1851     | Jean-Pierre Pascal                |           |                                                  |
| 1851    | 1858     | Jean-Jacques Mathieu              |           |                                                  |
| 1858    | 1870     | Louis Bouillane                   |           |                                                  |
| 1870    | 1876     | Pierre Vieux                      |           |                                                  |
| 1876    | 1892     | Paul Joubert                      |           |                                                  |
| 1892    | 1900     | Pierre Sauvan                     |           |                                                  |
| 1900    | 1945     | Augustave Sauvan                  |           |                                                  |
| 1945    | 1953     | Henri Pascal                      |           |                                                  |
| 1953    | 1971     | Germain Rey                       |           |                                                  |
| 1971    | 1971     | Julien Bouchet                    |           |                                                  |
| 1971    | 1982     | Jean Pascal                       |           |                                                  |
| 1982    | 1989     | Maurice Vieux                     |           |                                                  |
| 1989    | 2008     | Anne-Marie Domergue               |           | suppléante du député Michel Grégoire (1997-2002) |
| 2008    | 2011     | André Cannie                      |           |                                                  |
| 2011    | 2014     | Christophe Sarayotis              |           |                                                  |
| 2014    | 2020     | René Druguet                      |           |                                                  |
| 2020    | En cours | Daniel Cotton                     |           |                                                  |

## Population et société

### Démographie
En 2022 , la commune de Plan-de-Baix compte 164 habitants. À partir du XXIe siècle, le recensement réel des communes de moins de 10 000 habitants a lieu tous les cinq ans. Les chiffres antérieurs sont des estimations. 
| 1793 | 1800 | 1806 | 1821 | 1831 | 1836 | 1841 | 1846 | 1851 |
| ---- | ---- | ---- | ---- | ---- | ---- | ---- | ---- | ---- |
| 750  | 507  | 533  | 446  | 512  | 481  | 470  | 488  | 478  |

| 1856 | 1861 | 1866 | 1872 | 1876 | 1881 | 1886 | 1891 | 1896 |
| ---- | ---- | ---- | ---- | ---- | ---- | ---- | ---- | ---- |
| 451  | 405  | 405  | 412  | 394  | 402  | 372  | 374  | 320  |

| 1901 | 1906 | 1911 | 1921 | 1926 | 1931 | 1936 | 1946 | 1954 |
| ---- | ---- | ---- | ---- | ---- | ---- | ---- | ---- | ---- |
| 300  | 322  | 293  | 249  | 218  | 208  | 192  | 198  | 145  |

| 1962 | 1968 | 1975 | 1982 | 1990 | 1999 | 2006 | 2011 | 2016 |
| ---- | ---- | ---- | ---- | ---- | ---- | ---- | ---- | ---- |
| 123  | 142  | 125  | 139  | 123  | 134  | 143  | 125  | 145  |

| 2021 | 2022 | - | - | - | - | - | - | - |
| ---- | ---- | - | - | - | - | - | - | - |
| 159  | 164  | - | - | - | - | - | - | - |

### Enseignement
La commune relève de l'académie de Grenoble.

### Manifestations culturelles et festivités
- Fête communale : le dimanche avant le 22 janvier[19].
- Fête patronale : le dimanches avant le 24 juin[19].

### Loisirs
- Pêche[19] ;
- Randonnées : GR de Pays Grand Tour de la Gervanne.

### Médias
Le territoire de la commune se situe dans l'aire de diffusion de plusieurs médias :
- Presse écrite
  - Le Dauphiné libéré, quotidien régional qui consacre, chaque jour, y compris le dimanche, dans son édition de « Valence - Drôme » un ou plusieurs articles à l'actualité du canton et de la commune, ainsi que des informations sur les éventuelles manifestations locales, les travaux routiers, et autres événements divers à caractère local.
  - L'Agriculture Drômoise, journal d'informations agricoles et rurales, couvre l'ensemble du département de la Drôme.
  - Drôme Hebdo (ancien Peuple Libre), hebdomadaire chrétien d'informations.
  - Le Crestois parait le vendredi. Il couvre l'actualité locale et nationale.
- Presse audio-visuelle
  - France Bleu est une radio publique diffusée sur son territoire.

### Cultes
L'église paroissiale et la communauté catholique de la commune relèvent de la Paroisse Sainte Famille du Crestois dont la maison paroissiale est située à Crest. Cette paroisse est rattachée au diocèse de Valence.

## Économie

### Agriculture
En 1992 : pâturages (ovins).
- Foires : les 6 avril et 11 octobre[19].

### Tourisme
- Syndicat d'initiative (en 1992)[19].

## Culture locale et patrimoine

### Lieux et monuments

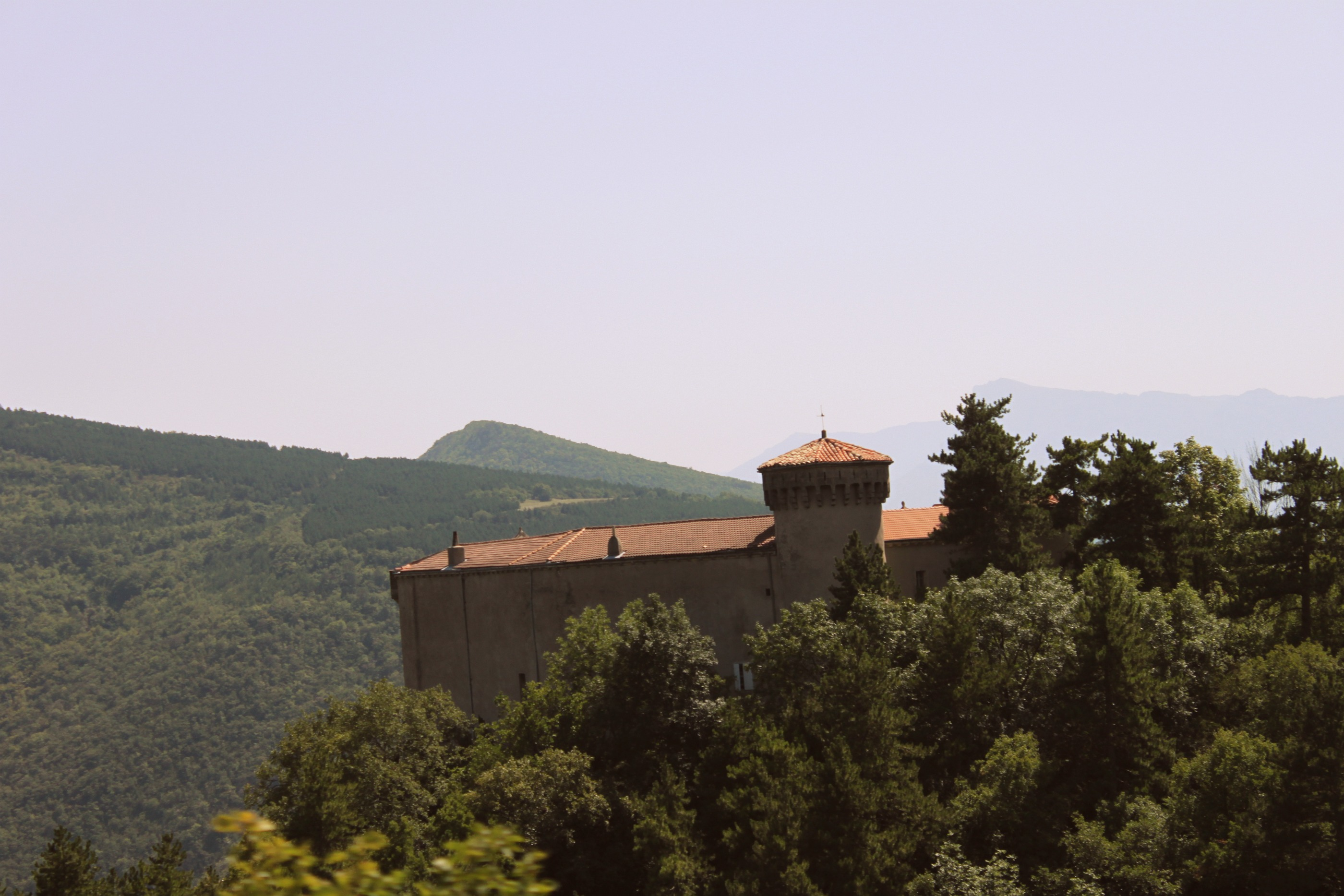
Le château de Montrond.

- L'église Notre-Dame de Plan-de-Baix, romane (XIIe siècle) : coupole sur trompes[19]. Elle est contemporaine du château. Elle a remplacé l'église Sainte-Agathe du Vellan. Son architecture a fortement évoluée au cours des siècles[réf. nécessaire].
- Le château dit de Montrond a été édifié au XIIe siècle par Guigues de Baix et son père Raymond de Brion. Depuis 1872 c'est une propriété privée. Il possède notamment deux tours à mâchicoulis, une magnifique porte d'entrée, de grandes fenêtres à meneaux, une terrasse crénelée, un balcon sur deux niveaux et d'élégantes poivrières d'angles[19]. Le bâtiment a été restauré au XVIIIe siècle et remanié au XIXe siècle. Il est actuellement caché sous de hautes futaies mais visible depuis le Vellan et la route d’Omblèze [réf. nécessaire].
- Le temple protestant actuel est une reconstruction de 1853 de l'ancien temple édifié en 1611 à la mort d'Henri IV. C'était l'un des rares temples protestants ayant survécu à la destruction des lieux de cultes ordonnée par Louis XIV en 1685 lors de la révocation de l'édit de Nantes[réf. nécessaire].
- L'école publique, bâtie en 1906, a été rénovée pour son centenaire en 2017[réf. nécessaire].
- Calvaire[19].
- La croix du Vellan, édifiée en 1903, était à l'origine en bois. L'actuelle croix, haute de 11 m, a été réalisée en 1934 par un artisan crestois en fer puddlé. Elle est le fruit d'une contribution collective, symbole de la fraternité entre les catholiques et les protestants de Plan-de-Baix[réf. nécessaire].

### Patrimoine naturel
Nombreuses grottes dont :
- la Baume Noire[3] ;
- la Grotte des Protestants[3] se situe au quartier du Rachat, à la base d'une paroi rocheuse, proche de l'ancien chemin de Beaufort à Plan-de-Baix. Son entrée a été en partie obturée par un amas de pierres[réf. nécessaire] ;
- la Grotte des Sarrasins[3] (sous la proue du plateau du Vellan).

La commune fait partie du parc naturel régional du Vercors.

### Héraldique, logotype et devise
|  | Plan-de-Baix possède des armoiries dont l'origine et le blasonnement exact ne sont pas disponibles. |